# 大宮北銀座

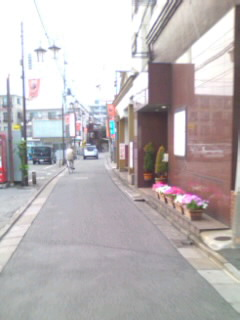
北銀座(平和通り)

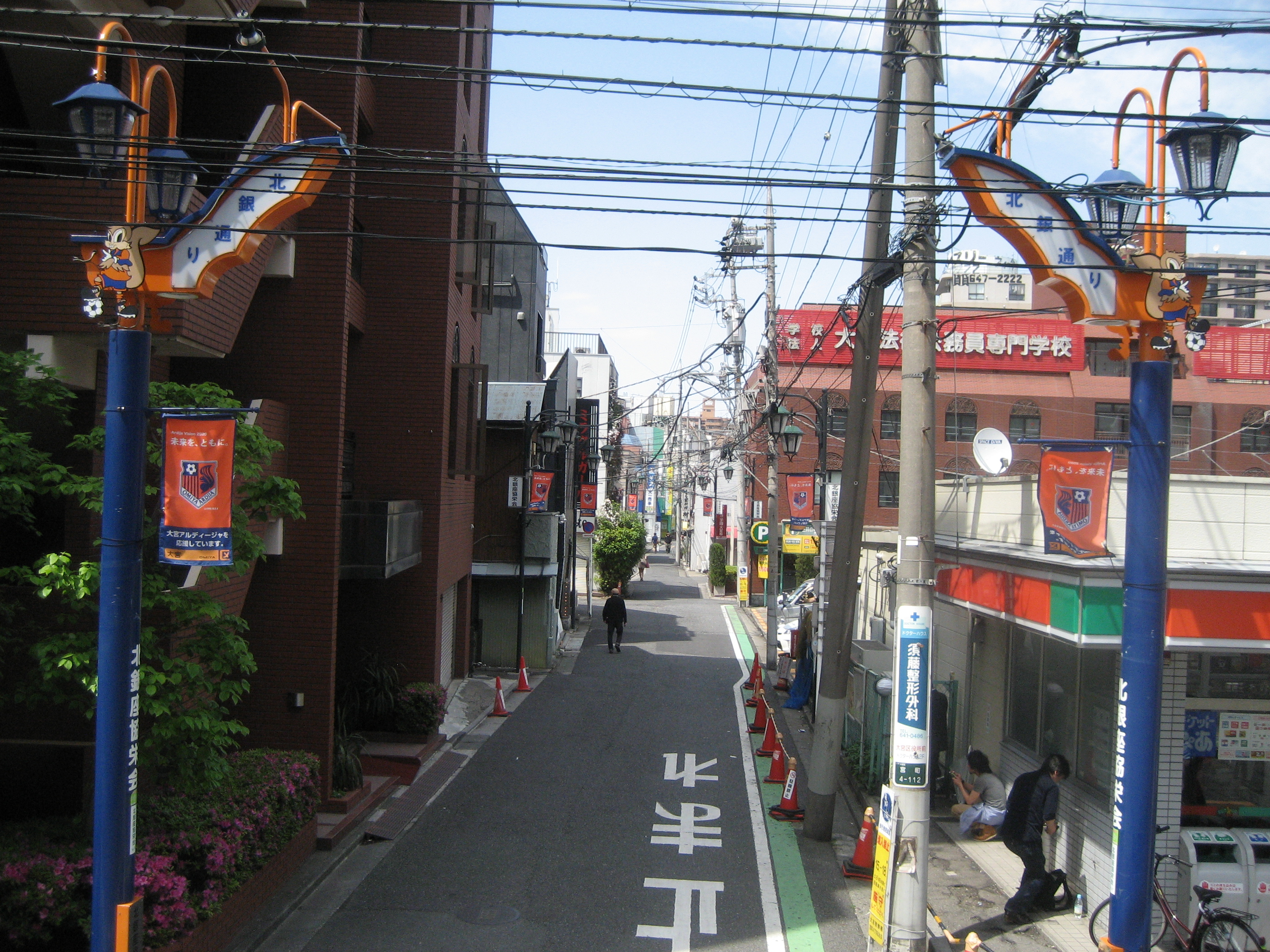
北銀座（北銀通り）

大宮北銀座（おおみやきたぎんざ）は、埼玉県さいたま市大宮区宮町4丁目（大宮駅東口）にある、ソープランドが集まる風俗街である。通称キタギン。

## 名称
昭和の高度成長期に、大宮南銀座（ナンギン）が歓楽街として広く関東で有名になったことで、それに対応する形で、大宮駅北側の「大宮銀座通り」と、その奥にあったソープランド街、通称「北新地（平和通り）」を合わせて「北銀座（キタギン）」の通称で呼ばれていた時期もあった。
平成に入り、ソープランド街と一般商業店舗エリアの大宮銀座通りを明確に区別する為に、ソープランド街のみを北銀座と呼びわけるようになっていった。西川口（川口市）の裏風俗店が2010年代の摘発以降、埼玉県でも大規模な風俗街として知られている。

## 概要
大宮駅東口から北に伸びる大宮銀座通りと、埼玉県道2号さいたま春日部線の陸橋大栄橋を挟んで北側の地区が「北銀座」と呼ばれる。
銀座通りから続く「平和通り」と、その東に平行して「北銀通り」がある。共に商店街を名乗っているが、ソープランドエリア（性風俗店街）の周辺以外に店舗はなく、住宅地となっている。
大栄橋をくぐり、通りを北へ100メートルほど進んだ地点に、ソープランドが固まっている区画がある。二つの通りと路地に囲まれた、一辺が100メートルほどの三角形の地区に、ソープランドが密集して建ち並んでおり、周囲から浮き上がった風景となっている。2017年現在、風俗店の店舗数は約20店舗。
駐車場は平和通り沿いにあるが、道路が狭い上、周辺住宅地と駅を往来する歩行者も多い。一部の店舗はブロック塀に仕切られた小道に入り込むようにして入店できる。
大栄橋の下には埼玉県警察への通報スイッチが設置されており、また陸橋の線路寄り真下に特殊浴場組合の入る事務所がある。一方、通りの入り口近くに専門学校大原学園があり、日中の入り口周辺は専門学生で賑わう。また、多くの歓楽街がそうであるように、北銀座周辺も歓楽街を囲むようにウィークリーマンションが数多く建つ。

## 歴史
江戸時代からの宿場町は、規模の差はあれ、売春街の面があり、埼玉県内の宿場町も例外ではなかった。明治の西洋的近代化の中で、大日本帝国政府は娼婦を廃止する「廃娼」を国策とし、埼玉県庁も廃娼宣言を行ったが、現実社会には受け入れられず、全国で売春は継続した。
埼玉県は1919年（大正8年）に、各地の娼婦を集めて管理する集娼政策を実施し、大宮駅前の繁華街に隣接したこの地を「公娼」の新地に指定して、営業を認めた。
1928年（昭和3年）、埼玉県庁は再度「廃娼県」を宣言する。各店舗はあからさまな遊郭を名乗れなくなり、「料理屋」として、実体は変わらない商売を続けた。「女性」のいる料理屋は、特に「達磨屋」と呼ばれた。
1945年（昭和20年）の敗戦後、GHQは売春廃止を日本政府に求め、特例地区（いわゆる赤線）以外の売春を非合法とした。大宮の新地も赤線地区とされ、店舗は「カフェー」を名乗って継続し、1950年代にも、約50軒の店舗と、180人の娼婦がいたという。
1958年（昭和33年）に売春防止法が施行され、新地は特殊浴場の営業指定区域とされ、現在に至る。
2017年（平成29年）12月、大宮風俗ビル火災が発生。5名が死亡。
2018年（平成30年）4月、埼玉県は暴力団排除条例を改正して、大宮北銀座に暴力団排除特別強化地域を設定。暴力団員らによるみかじめ料の要求も飲食業者などからの支払い等も禁止し、違反した場合には暴力団と業者双方とも即座に罰則（1年以下の懲役または50万円以下の罰金）を科すことを可能とした。